# Taxi Girl (gruppo musicale)
Taxi Girl è un gruppo musicale francese nato negli anni settanta e popolare in Francia. Ha raggiunto la notorietà negli anni ottanta con i singoli Cherchez le garçon e Quelqu'un comme toi.
La loro musica era basata e ispirata su quella dei The Stooges, mista ai semi-futuristici soundscapes dei Kraftwerk.

## Formazione
- Daniel Darc - voce (1978 - 1986)
- Mirwais Ahmadzaï - chitarra (1978 - 1986)
- Laurent Sinclair - tastiera (1978 - 1986)
- Stéphane Erard - basso (1978 - 1980)
- Pierre Wolfsohn - percussioni (1978 - 1981)
- Pascal - chitarra (1978)
- Phillipe Mongne - basso (1983 - 1986)

## Discografia
- Mannequin (1980)
- Cherchez le garçon (1980)
- Seppuku (1981)
- Quelqu'un comme toi (mini album) (1983)
- Suite et fin ? (1983)
- Quelque part dans Paris (live) (1990)
- 84-86 (compilation) (1990)